# Klepspeling
Klepspeling is de ruimte (speling) tussen de tuimelaar en de klepsteel of tussen de nok van een bovenliggende nokkenas en de nokvolger. 

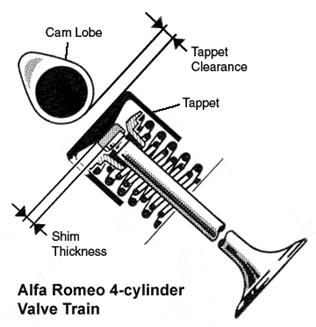
De klepspeling wordt aangegeven met de term "Tappet Clearance"

Doordat de kleppen erg heet worden, vooral de uitlaatkleppen, zetten ze uit en de klepsteel wordt langer. Om die verlenging te compenseren moet er een kleine ruimte aanwezig zijn tussen de bovenkant van de klepsteel en de klepbediening; de klepspeling. Door slijtage van de kleprand en de klepzetel in het motorblok komt de klep steeds wat dieper in het blok te liggen. De klepspeling wordt daardoor steeds kleiner. Bij oudere motoren zonder hydraulische nokvolgers moet de speling daarom regelmatig gecontroleerd en afgesteld worden. In moderne motoren wordt dit met oliedruk automatisch gecompenseerd voor veranderende klepsteellengte. De klepspeling varieert per motorfabrikant, brandstof en kleptype en kan worden gemeten met een voelermaat.

## Kleppen stellen
De wijze waarop de klepspeling kan worden gemeten en bijgesteld is afhankelijk van de wijze waarop de kleppen worden bewogen. De volgende situaties komen in de praktijk het meest voor:
- Een nok van de onderliggende nokkenas drukt via een nokvolger op de klepstoter en deze bedient via een stelschroef op de tuimelaar de klep. De ruimte tussen de tuimelaar en de klepsteel is de klepspeling.
- De nok van een bovenliggende nokkenas drukt tegen een tuimelaar die op zijn beurt via een stelschroef op de klepsteel drukt. De klepspeling kan aangepast worden door de stelschroef te verdraaien.
- Tussen de nok van een bovenliggende nokkenas en de nokvolger zit een metalen vulplaatje met een zodanige dikte dat er tussen de nok en het plaatje net genoeg speling overblijft. De vulplaatjes zijn er in verschillende dikten. Als de klepspeling te groot of te klein is, kan dit plaatje vervangen worden door een dikker of dunner plaatje om de afwijking in de klepspeling te compenseren.

## Problemen
De volgende problemen kunnen optreden bij een niet goed afgestelde klepspeling:
- Te grote klepspeling zorgt ervoor dat de klep te laat en niet ver genoeg opengaat, waardoor er niet voldoende tijd is om de cilinder te vullen en te legen. Dit kan merkbaar zijn aan een tikkend geluid in het motorblok en vermogensverlies.
- Te kleine klepspeling zorgt ervoor dat de klep niet lang genoeg (of in extreme gevallen zelfs helemaal niet) in rusttoestand tegen de klepzitting komt. Hierdoor kan de hitte van de klep onvoldoende afgevoerd worden en als de klep niet geheel sluit, bestaat het risico dat de klep verbrandt. Tijdens het rijden kan een te kleine klepspeling niet tot nauwelijks worden opgemerkt. Een te kleine klepspeling is dus het meest risicovol aangezien dit motorschade kan opleveren.